# San Cristóbal Verapaz
San Cristóbal Verapaz – miasto w środkowej Gwatemali, w departamencie Alta Verapaz, leżące w odległości 22 km na południowy zachód od stolicy departamentu, nad jeziorem Chicoj. Miasto jest siedzibą gminy o tej samej nazwie, która w 2012 roku liczyła 60 760 mieszkańców. Gmina jest niewielka, zajmuje powierzchnię 192 km².